# Cinnaber
Het mineraal cinnaber is een kwiksulfide met de chemische formule HgS.

## Eigenschappen
Het grijze, bruine of donkerrode (vermiljoenen) cinnaber heeft een helderrode streepkleur en een volkomen splijting volgens kristalvlak [1010]. Het kristalstelsel is trigonaal, de dichtheid is met 8,1 hoog. De hardheid is 2 tot 2,5. Cinnaber is niet radioactief.

### Metacinnaberiet
In Californië wordt nog het zeldzame metacinnaberiet aangetroffen. De chemische samenstelling is gelijk aan die van cinnaber, maar de structuur is anders (namelijk kubisch).

## Naam
Het woord cinnaber betekende oorspronkelijk vermiljoen en is afkomstig uit het Perzisch (shangarf). Het heeft onze taal bereikt via het Grieks, het Latijn en het Frans.

## Voorkomen
Cinnaber komt vooral voor in hydrothermale aders van lage temperatuur. De typelocatie en lang een belangrijke vindplaats van kwik als erts is Almadén, Spanje, waar het reeds door de Kelten werd ontgonnen.

## Gebruik
Cinnaber is het belangrijkste kwikerts. Cinnaber was reeds bekend in de oudheid en ook al meer dan 1000 jaar gebruikt als pigment in China.
Men kan uit cinnaber kwik verkrijgen door het te laten sublimeren bij 583 °C (856 K). Daarbij komt het vloeibare kwik vrij. Er zijn drie mogelijke manieren om kwik uit vermiljoen te winnen:
1. Sublimeren met toevoeging van zuurstof: {\displaystyle {\ce {HgS + O2 -> Hg + SO2}}}
2. Verhitten met ijzerpoeder: {\displaystyle {\ce {HgS + Fe -> Hg + FeS}}}
3. Verhitten met ongebluste kalk: {\displaystyle {\ce {4HgS + 4CaO -> 4Hg + 3CaS + CaSO4}}}

Andere vormen van kwikerts zijn:
- Kalomel - Hg2Cl2
- Coloradoiet - HgTe
- Montroydiet - HgO
- Tiemanniet - HgSe